# La Vieille qui marchait dans la mer
La Vieille qui marchait dans la mer est un roman policier français signé San-Antonio, pseudonyme notoire de l'écrivain Frédéric Dard, publié en 1988 par les éditions Fleuve noir.

## Résumé
Une femme élégante et âgée, un jeune plagiste et un ancien diplomate roumain forment un étrange, mais habile, trio d'escrocs.

## Adaptation au cinéma
Le roman a été adapté au cinéma sous le même titre, La Vieille qui marchait dans la mer, par le réalisateur français Laurent Heynemann en 1991, avec Jeanne Moreau dans le rôle principal.